# Brad Butt
Brad Butt (né en 1967 à Ottawa en Ontario) est un homme politique canadien, il est élu à la Chambre des communes du Canada lors de l'élection fédérale du 2 mai 2011. Il représente la circonscription électorale de Mississauga—Streetsville en tant que membre du Parti conservateur. Il est défait le libéral Gagan Sikand lors des élections de 2015.
Brad Butt était le président de la Greater Toronto Apartment Association depuis mai 1999.

## Résultats électoraux
|       | Candidat         | Parti             | # de voix | % des voix |
|       | (X) Brad Butt    | Conservateur      | +22 621,  | 40,4 %     |
|       | Gagan Sikand     | Libéral           | +26 792,  | 47,84 %    |
|       | Fayaz Karim      | NPD               | +05 040,  | 9 %        |
|       | Chris Hill       | Vert              | +01 293,  | 2,31 %     |
|       | Yegor Tarazevich | Héritage chrétien | +00253,   | 0,45 %     |
| Total | Total            | Total             | 55 999    | 100 %      |

|       | Candidat                | Parti        | # de voix | % des voix |
|       | Brad Butt               | Conservateur | +22 104,  | 43,86 %    |
|       | (x) Bonnie Crombie (en) | Libéral      | +18 651,  | 37,01 %    |
|       | Aijaz Naqvi             | NPD          | +07 834,  | 15,55 %    |
|       | Chris Hill              | Vert         | +01 802,  | 3,58 %     |
| Total | Total                   | Total        | 50 391    | 100 %      |